# Grandjean, Charente-Maritime

Grandjean este o comună în departamentul Charente-Maritime, Franța. În 1 ianuarie 2022 avea o populație de 310 de locuitori.